# A bűvös körhinta (televíziós sorozat, 2007)
A bűvös körhinta (eredeti cím: The Magic Roundabout) francia–angol televíziós 3D-s számítógépes animációs sorozat, amelynek alkotója Serge Danot volt. Franciaországban az ORTF vetítette, az Egyesült Királyságban a BBC sugározta, Magyarországon a Minimax és az M2 adta.

## Ismertető
Rozsda úr egy érdekes öregember, aki sok éve hozta a bűvös körhintát, az elvarázsolt faluban. Együtt érkezett vele Zizidor, aki a felhők között lakó varázsló és a falu lakóit szórakoztatja huncut varázslatokkal. Egyre újabb és újabb huncutság, amit kitalál. Figyeli a többieket, hogy hogyan jönnek rá a rejtélyre. A szereplők egymástól egészen eltérőek , vagyis mindannyian a világot másképp látják. Ugyan nem szuperhősök, de nagyon jószívűek. A társaság tagjai: Brian, Dalária, Dylan és Dugó.

## Szereplők
| Szereplő  | Eredeti hang   | Magyar hang (Minimax) | Magyar hang (M2)       | Leírás                                            |
| --------- | -------------- | --------------------- | ---------------------- | ------------------------------------------------- |
| Rozsda úr | David Holt     | Várday Zoltán         | Szersén Gyula          | A furcsa öregember.                               |
| Zizidor   | Wayne Forester | Tahi Tóth László      | Bede-Fazekas Szabolcs  | A játékos és csintalan varázsló.                  |
| Brian     | ?              | Gyabronka József      | Elek Ferenc            | A szerelmes csiga.                                |
| Dalária   | ?              | Náray Erika           | Náray Erika            | Az operaénekes tehén.                             |
| Dylan     | Jimmy Hibbert  | Galambos Péter        | Galambos Péter         | A szórakozott és filozofikus hajlamú rocker nyúl. |
| Dugó      | ?              | Görög László          | Gáspár András          | A leszokóban lévő, édességfüggő kutyus.           |
| Sam       | ?              | Csuja Imre            | Horváth-Töreki Gergely |                                                   |
| Flóra     | ?              | Talmács Márta         | Károlyi Lili           | A bűvös körhintán hintázó kislány.                |

## Epizódok
1. Csipogó játékok
2. Vészhelyzet
3. Ott van Möszijő Praliné?
4. Vonatnak nyoma vész
5. A kék Dalária
6. Rodeó-nyuszi
7. Glória
8. A varázspite
9. Körhinta rádió
10. Buborékok a levegőben
11. Dylan szerencsenapja
12. Dugó tortát süt
13. Dylan koncertje
14. Tükröm, tükröm
15. Kalózok kincse
16. Dalária ajándéka
17. Doktor Dugó
18. Dugó ajándéka
19. Az utazó élete
20. Súlyos sérelmek
21. Dugó labdája
22. Palacsinta-parti
23. Az aranyházú csiga
24. A varázsszekrény
25. A csigasólyom
26. Kertalakítás
27. Kankalin néni újra lecsap
28. Artúr
29. Dugó libikókája
30. Brian kiállítása
31. Felejtsd el!
32. A répaágyás-kihívás
33. Fújtató
34. A bűvös körhinta kórusa
35. A nagy Dougalini
36. Kankalin néni
37. A papírcetlik nyomában
38. Légy a falon
39. A régi szép idők
40. Ragacsos találkozás
41. A segítőkész Dugó
42. Brian király
43. Szupercsiga és Csodakutya
44. Dalária frászt kap
45. Möszjő Praliné nyaral
46. Csere-bere
47. Ki lopta el a Holdat?
48. Csiga csoda
49. A bűvös lámpás
50. A fantom lótolvaj                                                                                                                                                         # Dugó büdös
51. Nézz vissza gügyén
52. Dugó Holdra szállása
53. A futóverseny
54. Ébresztő, Dylan!
55. Szuperszimat
56. Az izé
57. A csomag
58. A szemétszedés
59. Rázós feladat
60. Aki nem tud, ne énekeljen
61. A kalapos tehén
62. A világ legnagyobb műsora
63. Sárkányeregetés
64. Dalária dada
65. Közhírré tétetik!
66. Dingó
67. A nagy vonatparádé
68. Az iskola
69. A bűvös tündérgyűrű
70. A szuperszonikus pöttyös vérszarvas
71. Kövesd a zongorát!
72. Szegény Rozsda úr
73. A kívánságfa
74. Brian lazul
75. Dugó szerelmes
76. A vadon szava
77. A belső szépítész
78. A kincskeresés
79. Itt repül a burgonya!
80. A kibékülés
81. Támad a zöldség
82. Púp, Dylan fején
83. Hibbant hadsereg
84. Dugó, a nyomkereső
85. Az eltűnt répák nyomában
86. Dalária láthatatlan
87. A varázsló segédje
88. A csont ennivaló
89. Szavazz rám!
90. A földönkívüli
91. El az órával!
92. A mentőszolgálat
93. Viszketegség
94. Egy nap a szabadban
95. Az őstehetség
96. A buli
97. A repülő szőnyeg
98. Rozsda úr szerencséje
99. A kifutófiú
100. Dugó étterme
101. Dylan, a rocksztár